# Hoplodrina centralasiae
Hoplodrina centralasiae är en fjärilsart som beskrevs av W. Warren 1912. Hoplodrina centralasiae ingår i släktet Hoplodrina och familjen nattflyn. Inga underarter finns listade i Catalogue of Life.